# Montes Universales
Les Montes Universales (littéralement « Monts universels ») sont un massif montagneux d'Espagne situé dans la partie sud-ouest du système Ibérique, dans la comarque Sierra de Albarracín de la province de Teruel (comme le massif de la sierra de Albarracín) et le Sud-Est du parc naturel du Haut-Tage, entre Guadalajara et Cuenca. Ils comptent des sommets à plus de 1 600 m, jusqu'à 1 935 m d'altitude pour le Caimodorro (an).

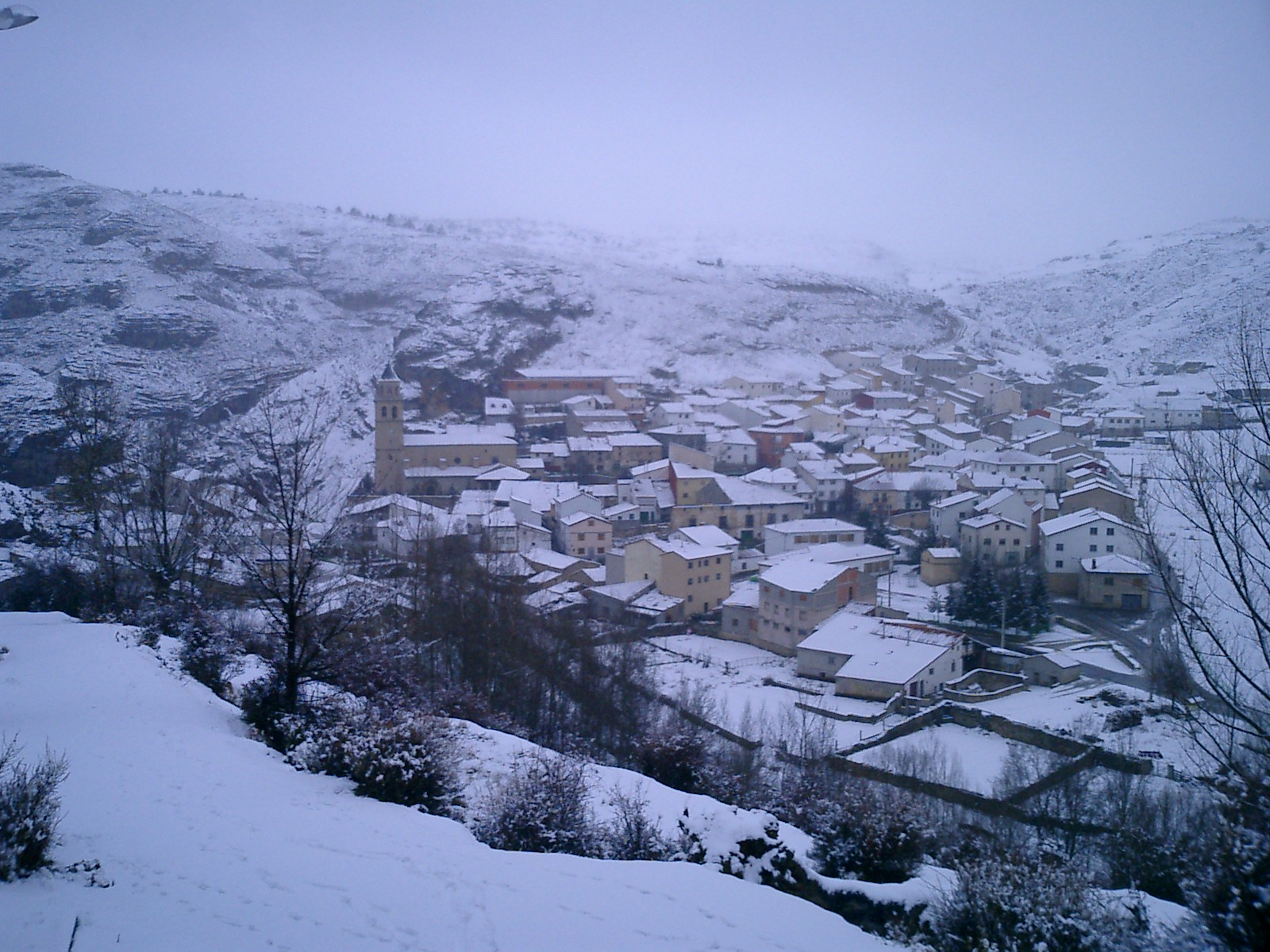
Villar del Cobo, village au cœur des Montes Universales en hiver.

Plusieurs fleuves prennent leur source dans les Montes Universales dont deux des plus importants de la péninsule Ibérique comme le Tage et le Guadalaviar/Turia, dont les bassins versants se divisent ici, et le Cabriel.